# Ламб, Иван Варфоломеевич
Ива́н Варфоломе́евич Ламб (1738 — 27 декабря 1801, Санкт-Петербург) — российский военачальник и государственный деятель, генерал от инфантерии (1797), Пермский (1781—1782), Уфимский (1782), Иркутский (1783—1786) и Костромской (1788—1796) генерал-губернатор.

## Биография
Один из двух сыновей шотландского дворянина, переселившегося в Россию; Варфоломей (Вахромей) Андреевич Ламб — лютеранин; из волонтёров Мекленбургии в 1716 году вступил «без капитуляции» в русскую службу солдатом в Лефортовский полк дивизии генерала А. А. Вейде; в 1717 году был произведён в капралы и подпрапорщики; в 1718 — из подпрапорщиков в сержанты; в октябре 1719 — из сержантов в прапорщики «через баллотирование»; участник Северной войны, ходил «на галерах от Аланда по ту сторону Стокгольма даже до местечка Норкопинга в маршу будучи сержантом, како туды, тож и по возвращеннию назад до Аланда, в партиях и командах бывал, тож и на отводных караулах против неприятеля и малых шармицелах»; по Генеральному смотру прапорщик Лефортовского пехотного полка (20.03.1720); флигель-адъютант в чине капитана при генерал-аншефе Боне; секунд-майор Ямбургского драгунского полка; премьер-майор армии; из армии полковников пожалован действительным статским советником для определения к статским делам (25.12.1755). За ним числился в Санкт-Петербурге деревянный на каменном фундаменте дом в 3-й линии В. О. за Малым проспектом (1764). Главный судья конторы Петербургского дворянского банка (1756), впоследствии товарищ губернатора в Киеве (1765).
Другой сын — Пётр Варфоломеевич Ламб: в службе состоял драгуном лейб-гвардии Конного полка с 1758 года; гвардии вахмистр на 1763; из вахмистров выпущен армии капитаном 01.01.1765; впоследствии секунд-майор Рязанского карабинерного полка; премьер-майор и подполковник (сверх комплекта), батальонный командир Ямбургского карабинерного полка; кавалер ордена Святого Георгия IV класса (15/26.09.1790);  полковник (02.08.1795), состоял по армии на вакансию коменданта или батальонного командира.
Получил домашнее образование. Владел немецким и французским языками. Обучался географии, истории и фортификации.
Записан в службу драгуном лейб-гвардии Конного полка (1749). В действительной службе в Военной коллегии титулярным юнкером (12.07.1756); произведён в коллегии юнкеры (15.10.1756); протоколисты (1758).  Участник Семилетней войны: в кампанию 1758 — в армии В. В. Фермора, состоял в секретной экспедиции при главнокомандующем; участник Кунерсдорфского сражения. Произведён переводчиком Коллегии иностранных дел в ранге капитан-поручика (18.03.1760); состоял секретарём в ранге армии капитана (08.05.1762) там же; определён в корпус З. Г. Чернышева к секретной экспедиции и для иностранной корреспонденции; назначен обер-аудитором в штаб З. Г. Чернышева (5.09.1762); в 1764 переведён в штат Пермского пехотного полка и из капитанов назначен на должность генеральс-адъютанта в чине премьер-майора при генерал-аншефе графе З. Г. Чернышеве (29.03.1864). Участник Русско-турецкой войны 1768—1774: из генеральс-адъютантов в чине премьер-майора пожалован подполковником Псковского карабинерного полка (01.01.1770): полковником Псковского пехотного полка (17.11.1772); бригадиром (28.06.1778), с назначением, в том же — 1778, командиром Псковского пехотного полка. Пожалован в генерал-майоры 7 мая 1779 при Финляндской дивизии.
Назначен правителем Пермского наместничества 7 мая 1780; председательствовал в правлении Пермского и Тобольского наместничества и распоряжался «денежной казной» (18.10.1781); 27.08.1782 — правителем Уфимского наместничества; в декабре 1783 — Иркутского наместничества. Со слов знакомого с ним в эти годы В. С. Хвостова: «Знаменитый … Ламб был… известен своим трудолюбием». В 1785 году Ламб получил Владимира 2-й степени — единственный свой орден за службу во время царствования Екатерины II. С 14.07.1787 по 17.12.1796 — на должности правителя Костромского наместничества, где дослуживается до чина генерал-поручика (14.07.1788).
После восхождения на престол Павла I Иван Варфоломеевич отозван в Петербург. Произведён генерал-лейтенантом 24 ноября 1796; назначен членом Военной коллегии, произведён в генерал-аншефы (генералы от инфантерии) 10 апреля 1797 и получает должность вице-президента Военной коллегии с 1 января 1798 года. Дворцовый переворот 1801 практически не отразился на нём: Ламб сохранил и пост, и высокое положение при дворе. По сообщению Д. Б. Мертваго, Ламб был в «большой доверенности» у Александра I. Новый император назначил Ламба членом Непременного Совета для рассмотрения и уважения государственных дел  и постановлений с 25 марта 1801; с 24 июня 1801 — председателем Воинской комиссии по реформированию армии, и в день своей коронации (15 сентября 1801) наградил орденом Андрея Первозванного.
Скончался в Санкт-Петербурге 27 декабря 1801 года и был погребён 29 декабря в Благовещенской церкви Александро-Невской лавры. В метрической книге за 1802 год церкви Вознесения Господня при Адмиралтейских слободах в Санкт-Петербурге в части 3-й «Об умерших» под № 3 записано: «Генваря 6 Генерал поручик и военной коллегии президент Иван Варфоломеевич Ламб, 60 (лет), иерей Кирилл (исповедовал), в Невской лавре (погребен), старостью (причина смерти)».
Был награждён орденом Анны 1-й степени, командорским крестом ордена Иоанна Иерусалимского и командорским крестом ордена Святого Лазаря Иерусалимского. Масон.
Пожалован имением в Минской губернии, Бобруйского староства (уезда), в коем за ним состояло 750 душ муж. пола (05.04.1797). Костромской помещик.

## Семья
Жена — Мария Ивановна, урождённая Лачинова. Их дети:
- Пётр (1780—1816) — действительный камергер (15.03.1801—1816);
- Мария (01.12.1771—01.05.1835), жена статского советника А. П. Голохвастова;
- Анна (1768 — не ранее 1835), жена действительного статского советника И. К. Васькова, во втором браке была замужем за артиллерии штабс-капитаном И. М. Кобылиным.

30 декабря 1801 вдове и детям дано в аренду на 12 лет Чигиринское староство Киевской губернии (8153 души) без платежа кварты.